# Stazione di Arona
Stazione di Arona vasútállomás Olaszországban, Arona településen.

## Vasútvonalak
Az állomást az alábbi vasútvonalak érintik:
- Domodossola–Milánó-vasútvonal
- Santhià–Arona-vasútvonal
- Arona–Novara-vasútvonal

## Kapcsolódó állomások
A vasútállomáshoz az alábbi állomások vannak a legközelebb:
- Stazione di Meina (Domodossola–Milánó-vasútvonal)
- Stazione di Dormelletto (Domodossola–Milánó-vasútvonal)
- Stazione di Comignago (Santhià–Arona-vasútvonal)
- Stazione di Dormelletto Paese (Arona–Novara-vasútvonal)